# Badischer Kulturkampf

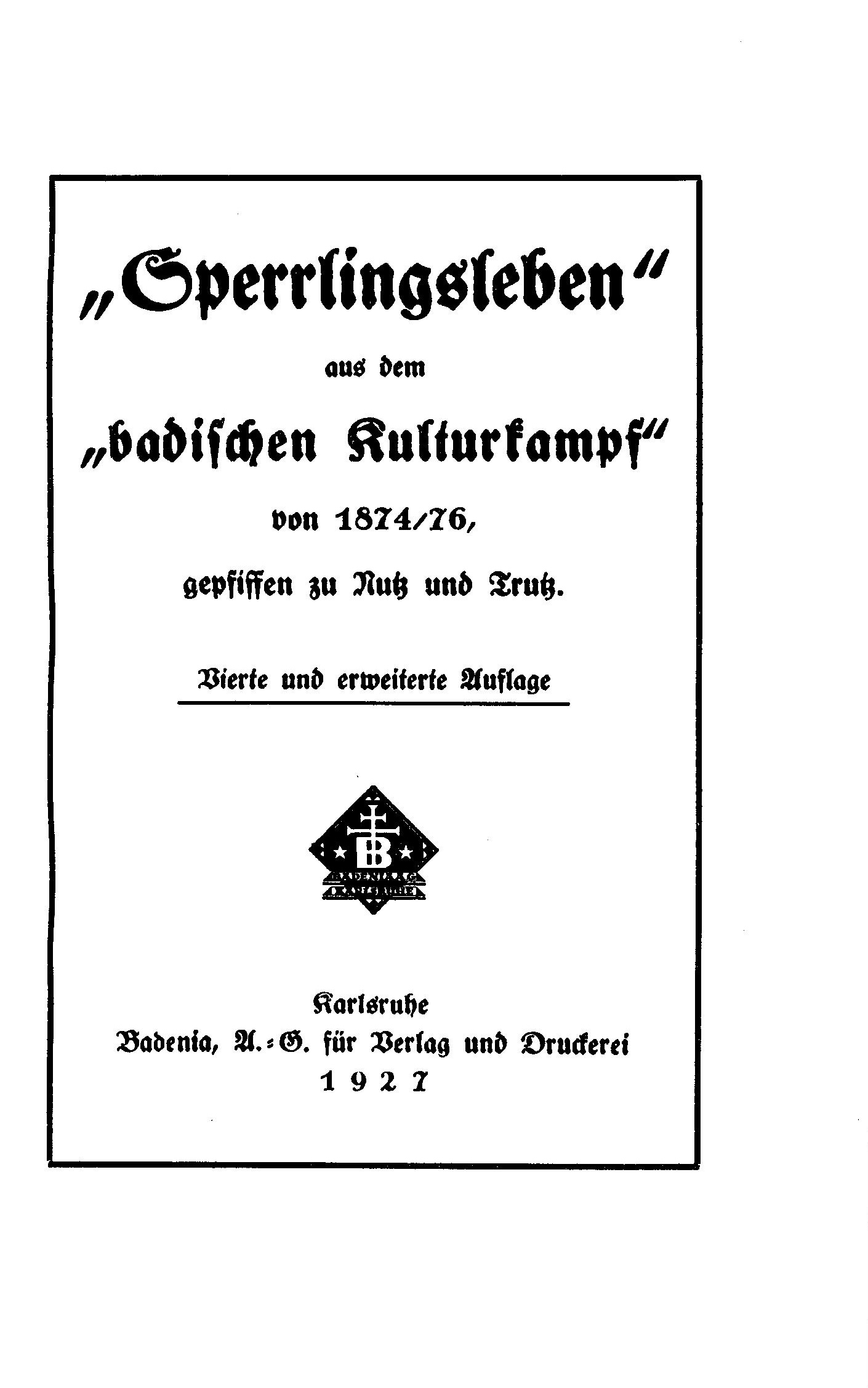
Titelblatt „Sperrlingsleben“ aus dem „badischen Kulturkampf“ von 1874/76, gepfiffen zu Nutz u. Trutz; Hermann Oechsler, Badenia, A.-G. für Verlag und Druckerei, 1927, Karlsruhe

Der Badische Kulturkampf war eine Auseinandersetzung zwischen der katholischen Kirche und dem Großherzogtum Baden. Er setzte in den 1850er Jahren ein, erreichte etwa 1864 seinen Höhepunkt und lief ab 1876 allmählich  aus.

## Erste Phase des Konflikts
Die Bischöfe der oberrheinischen Kirchenprovinz machten in einer Denkschrift 1851 ihren Anspruch auf größere Selbstständigkeit deutlich. Im Frühjahr 1853 folgten die Antworten der Landesregierungen. Diese waren aus Sicht der römisch-katholischen Kirche unzureichend. Hermann von Vicari, Erzbischof von Freiburg erklärte daraufhin, dass die Bischöfe die von ihnen beanspruchten Rechte in Zukunft ohne Rücksicht auf mögliche staatliche Widersprüche wahrnehmen würden. Das staatliche Recht auf Bestätigung bei der Besetzung von Kirchenstellen wurde nicht mehr anerkannt. Gleichzeitig wollte man die Geistlichen zukünftig nicht mehr auf den Universitäten, sondern in eigenen kirchlichen Anstalten ausbilden lassen. Auch bei der Verwaltung des kirchlichen Vermögens beanspruchte der Erzbischof die Unabhängigkeit von staatlichen Einflüssen. Weil die katholische Kirche daranging, diese Ankündigungen in die Tat umzusetzen, reagierte der badische Staat mit Gegenmaßnahmen. Daraufhin ging von Vicari mit den der Kirche zur Verfügung stehenden Mitteln vor. So wurden hohe Beamte mit dem großen Kirchenbann belegt und diese Entscheidungen von den Kanzeln verlesen. Als der Staat von Vicari mit Hausarrest belegte, reagierte die ländliche Bevölkerung mit Unmut. Auch in der deutschen Öffentlichkeit fanden die Vorgänge starke Beachtung.
Weil der Konflikt zu eskalieren drohte, ließ Großherzog Friedrich I. bei Papst Pius IX. nach einer Klärung sondieren. Der Streit hatte auch politische Folgen, stellte sich doch Österreich auf die Seite der Kurie, während Preußen Baden unterstützte. Im Sommer 1854 wurde ein so genanntes Interim zwischen Baden und der Kurie geschlossen. Darin wurden der Kirche erhebliche Zugeständnisse gemacht, die 1859 durch eine Konvention mit Rom noch einmal ausgeweitet wurden.

## Neue Eskalation
Die mehrheitlich liberale badische zweite Kammer verweigerte der Konvention die Zustimmung. Daraufhin sah sich der Großherzog gezwungen, das bisherige konservative Staatsministerium (Kabinett) Stengel-Meysenbug zu entlassen und durch die liberale Regierung Stabel zu ersetzen. In der Folgezeit wurden die Inhalte der Konvention weitgehend auf dem normalen Weg der Gesetzgebung umgesetzt, womit sich auch von Vicari zunächst zufrieden zeigte. Als die liberale Regierung das Schulaufsichtsgesetz vom 29. Juli 1864 vorlegte, das die Position der katholischen Kirche schwächte, ging der Erzbischof erneut auf Konfrontationskurs („Badischer Schulstreit“).
Der Staat antwortete 1867 damit, den angehenden Theologen beider Kirchen ein besonderes Kulturexamen aufzuerlegen. Sie sollten beide alten Sprachen beherrschen und über badisches Staatskirchenrecht, Weltgeschichte, Geschichte der Philosophie und Literaturgeschichte Bescheid wissen. Von Vicari verbot die Ablegung des Kulturexamens. Noch einmal verschärft wurde der Konflikt, als ein neues Schulgesetz die fakultative Gemeinschaftsschule zuließ.
Im Gesetz vom 8. März 1868 wurde der konfessionelle Charakter der Volksschule beibehalten, aber die Gemeinden erhielten das Recht, konfessionell gemischte Schulen einzufügen.
Die Opposition entzündete sich auch an der Frage, wie weit das Recht der Regierung zur Streichung auf Präsentationslisten gehe und an der Katechismusfrage.
Nach dem Tode von Karl Mathy († 4. Februar 1868), der 1866 zum Präsidenten des Staatsministeriums ernannt worden war, wurde Julius Jolly als Staatsminister mit der Neubildung des Kabinetts beauftragt.
Sehr bald danach gab es Auseinandersetzungen über die Nachfolge des Erzbischofs von Vicari († 14. April 1868). Bischof Wilhelm Emmanuel Freiherr von Ketteler von Mainz sollte zum Nachfolger gewählt werden, die badische Regierung lehnte das ab und wurde erst durch das Eingreifen von Harry Graf von Arnim-Suckow, dem preußischen Gesandten am Heiligen Stuhl, daran gehindert, im Gegensatz zu den Wünschen des Papstes einen eigenen Erzbischof einzusetzen. Das Eingreifen Arnim-Suckows ist darauf zurückzuführen, dass die preußischen Hohenzollernsche Lande zur Erzdiözese gehörten.
Etwas früher als in Preußen kam es in Baden ab 1876 zu einem Auslaufen des Konflikts.